# Escudete

Escudete

En botánica, se denomina escudete al cotiledón de forma elíptica que se encuentra en contacto con el endosperma en el embrión de las gramíneas. 